# Indochine (album)
Albums de Indochine
7000 danses
(1987) Tour 88
(1988)
Indochine est la première compilation du groupe de pop rock français Indochine. Elle est sortie en 1988 et s'est vendue à plus de 10 000 exemplaires.

## Liste des Titres
| 1.  | 3e sexe                          | Nicola Sirkis | Dominique Nicolas | 4:55 |
| 2.  | Pavillon Rouge                   | Nicola Sirkis | Dominique Nicolas | 3:08 |
| 3.  | Leïla                            | Nicola Sirkis | Dominique Nicolas | 3:54 |
| 4.  | À L'Est De Java                  | Nicola Sirkis | Dominique Nicolas | 5:03 |
| 5.  | La Sécheresse Du Mékong          | Nicola Sirkis | Dominique Nicolas | 3:28 |
| 6.  | Indochine (Les 7 Jours De Pékin) | Nicola Sirkis | Dominique Nicolas | 2:25 |
| 7.  | Canary Bay                       | Nicola Sirkis | Dominique Nicolas | 5:21 |
| 8.  | Docteur Love                     | Nicola Sirkis | Dominique Nicolas | 2:31 |
| 9.  | Hors-La-Loi                      | Nicola Sirkis | Dominique Nicolas | 3:05 |
| 10. | Razzia                           | Nicola Sirkis | Dominique Nicolas | 2:38 |
| 11. | Monte Cristo                     | Nicola Sirkis | Dominique Nicolas | 4:30 |
| 12. | Shanghaï                         | Nicola Sirkis | Dominique Nicolas | 2:40 |